# 喬斯林群島
喬斯林群島（英語：Jocelyn Islands）是南極洲的群島，位於麥克羅伯特森地的霍姆灣東部，處於弗拉特群島和勞斯群島之間，其中包括利島、韋爾納島和彼特森島。